# El Panal
El Panal är en ort i kommunen Polotitlán i delstaten Mexiko i Mexiko. Samhället hade 144 invånare vid folkräkningen 2020.